# Wolfgang Leistenschneider
Wolfgang Leistenschneider (* 28. September 1943 in Traben-Trarbach; † 24. April 2016 in Berlin) war ein deutscher Urologe und Hochschullehrer.

## Leben

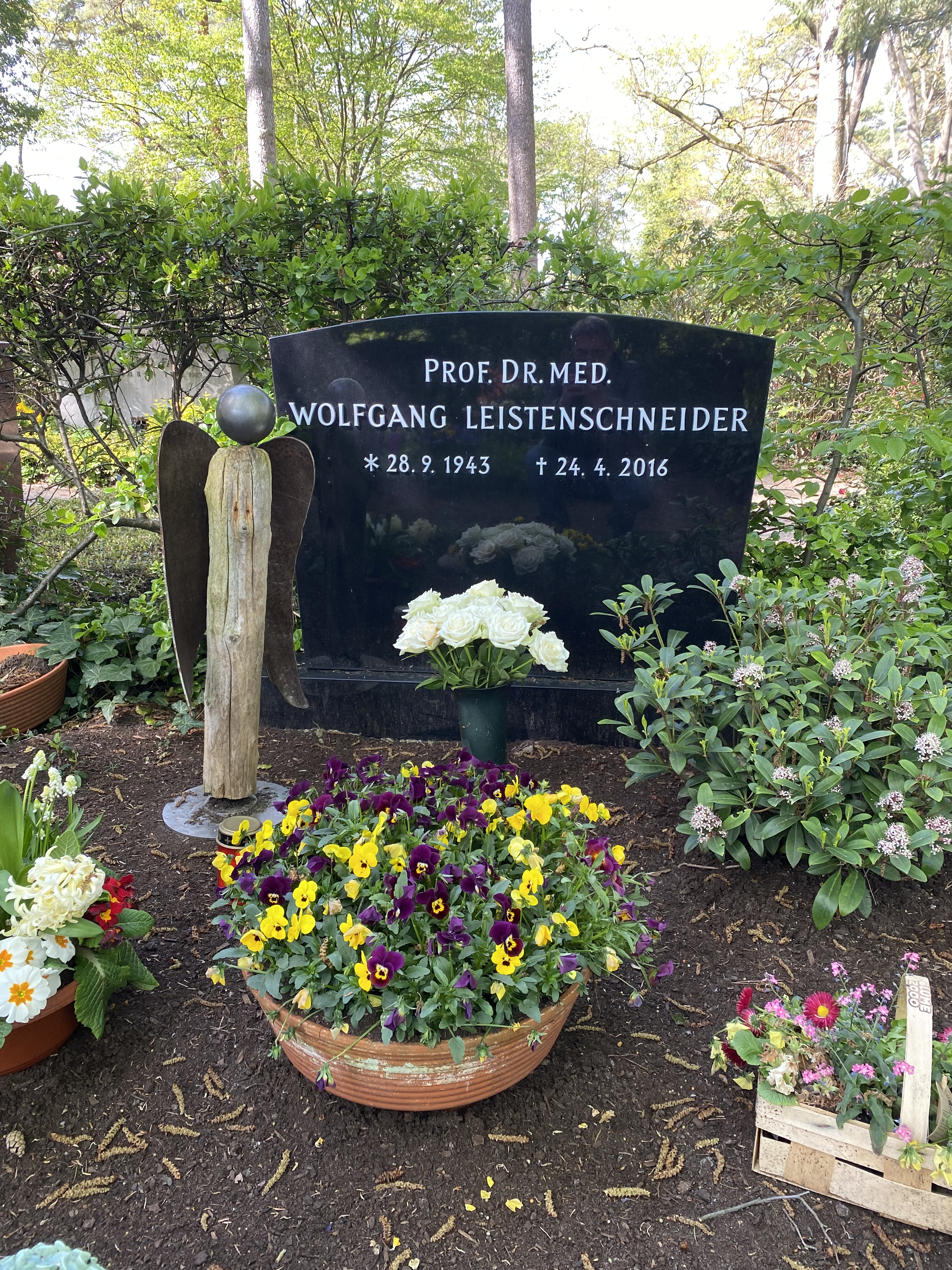
Grabstätte auf dem Friedhof Heerstraße

Wolfgang Leistenschneider studierte an der Universität Münster Medizin. Nach dem Staatsexamen wurde er 1969 Assistent bei Hans Ulrich Zollinger am Pathologischen Institut der Universität Basel und 1970 in Münster magna cum laude promoviert.
Ab 1973 war er Wissenschaftlicher Assistent und Assistenzprofessor an der Urologischen Universitätsklinik am Klinikum Westend in Berlin. Von 1980 bis 1983 war er hier leitender Oberarzt. 1981 habilitierte er sich an der Freien Universität Berlin. Im Jahr 1983 wurde er Professor für Urologie an der Freien Universität und lehrte nach der Neuordnung der Berliner Hochschulmedizin an der Charité.
Seit 1984 war er als niedergelassener Urologe in Berlin-Charlottenburg tätig, zuletzt gemeinsam mit seinem Sohn Patrick.
Wolfgang Leistenschneider starb im April 2016 im Alter von 72 Jahren in Berlin. Trauerfeier und Beisetzung fanden am 10. Mai 2016 auf dem landeseigenen Friedhof Heerstraße in Berlin-Westend statt.

## Publikationen (Auswahl)
- Zytologie und Zellkern-DNS-Analyse durch Zytophotometrie beim behandelten Prostatakarzinom und ihre Bedeutung für die Beurteilung von Therapieeffekt und Prognose (Habilitation), Berlin 1981.
- Praxis der Prostatazytologie : Technik u. Diagnostik (mit Reinhard Nagel), Springer, Berlin 1984, ISBN 3-540-13083-7; englische Ausgabe: Atlas of prostatic cytology : techniques and diagnosis, Berlin 1985, ISBN 3-540-13954-0.